# Hvalfjörðurtunneln
Hvalfjörðurtunneln (Hvalfjarðargöng på isländska) är en vägtunnel under Hvalfjörður (Valfjorden) på Island och en del av Hringvegur. Den är 5 762 meter lång (varav 3 750 meter ligger under fjordens vatten) och den ligger som djupast 165 meter under havsnivån. Tunneln, som byggdes av Skanska, öppnades den 11 juli 1998. Att passera fjorden tar nu cirka 7 minuter. Tunneln ligger drygt 30 km norr om Reykjavik och från början var den avgiftsbelagd. Avgiften togs bort 28 september 2018. Tunneln underhålls sedan 27 november 2019 av 'Vegagerdinni'.